# شريان فخذي عميق
شريان عميق فخذي هو فرع من شريان فخذي.

## التركيب

### الفروع
- الشريان المنعطف الفخذي الجانبي.
- الشريان المنعطف الفخذي الداخلي.
- شرايين ثاقبة.

## صور

مقطع عرضي لمنتصف الفخذ.
شرايين الفخذ.

## وصلات خارجية
- profunda_femoris_deep_femoral_artery على برنامج طب العظام التابع لنظام الصحة بجامعة ديوك [الإنجليزية]‏.
- شكل تشريحي: 12:04-03 على موقع مركز سوني دونستات الطبي (تشريح بشري عبر الإنترنت). - "Arteries of the lower extremity shown in association with major landmarks."
- مقطع عرضي - مختبر التلدين، جامعة فيينا الطبية. pelvis/pelvis-e12-15
- grossanatomy/dissector/labs/le/ant_th_leg/main.html في موقع (MedEd) التابع لجامعة لويولا.
- درسٌ تشريحي حول antthigh مُعدٌ بواسطة ويسلي نورمان (جامعة جورجتاون). (femoralart)